# Mecanica Rotes
Mecanica Rotes este o companie producătoare de truse de sudură și tăiere cu oxigaz, robinete pentru butelii și reductoare din România.
Acționarii principali ai societății sunt Amirastar Trading cu 30,46%, Amicosottis SA cu 22,85% și Cătălin Chelu cu 12,23% din capital.
Titlurile companiei se tranzacționează la categoria de bază a pieței Rasdaq, sub simbolul METY.
Cifra de afaceri:
- 2007: 6,8 milioane lei (1,85 milioane euro)[2]
- 2006: 6 milioane lei[3]
- 2005: 5,7 milioane lei[3]